# Riggisberg
Riggisberg – gmina (niem. Einwohnergemeinde) w Szwajcarii, w kantonie Berno, w regionie administracyjnym Bern-Mittelland, w okręgu Bern-Mittelland. 1 stycznia 2009 do gminy przyłączono gminę Rüti bei Riggisberg, a 1 stycznia 2021 gminę Rümligen.
Gmina została utworzona w 1239 roku jako Ricasperc. W 1270 roku pojawia się w dokumentach jako Riggesberg.

## Demografia
W Riggisbergu mieszka 3086 osób. W 2020 roku 6,7% populacji gminy stanowiły osoby urodzone poza Szwajcarią.

W 2000 roku 94,5% populacji mówiło w języku niemieckim, 1,1% w języku albańskim, 1,0% w języku tureckim, a 3 osoby w języku romansz.

## Transport
Przez teren gminy przebiegają drogi główne nr 183, nr 221 i nr 230.